# Séloghin (Kombissiri)
Pour les articles homonymes, voir Séloghin.
Séloghin est un village du département et la commune urbaine de Kombissiri, situé dans la province du Bazèga et la région du Centre-Sud au Burkina Faso

## Géographie

### Situation
Le village est formé autour d'un groupe de hameaux isolés situés autour de la route reliant le village de Kombissiri (chef-lieu de la commune, à environ 20 km vers le nord-est, lui-même relié à la capitale nationale Ouagadougou sitée à environ 40 km vers le nord) au village de Doulougou (5 à km vers le sud-est), et à celui de Toundou (à moins de 2 km vers le nord-ouest).